# 北库尔德语
北库尔德语（Kurdiya jorîn），又称库尔曼吉语（Kurmancî; ），是库尔德语在土耳其东南部，叙利亚和伊拉克北部，伊朗西北部等地的一个分支。北库尔德语是分布最广、使用人数最多的库尔德语言。

## 分布
大约有65%的库尔德人使用北库尔德语。在土耳其和叙利亚库尔德斯坦，大部分库尔德人使用北库尔德语。在伊拉克库尔德斯坦，北库尔德语主要使用于代胡克省。北库尔德语也是伊朗呼罗珊和南土库曼斯坦库尔德人分布区的主要语言之一。北库尔德语目前是雅兹迪教派的宗教语言，其启示书与黑书均由北库尔德语写成。
历史上，库尔德语长期使用阿拉伯字母拼写。但如今土耳其的北库尔德语采用拉丁字母拼写，即拉丁库尔曼吉字母，而前苏联境内的北库尔德语使用西里尔字母拼写。从奥斯曼帝国时期到20世纪20年代，临近亚美尼亚地区的库尔德语也曾经使用过亚美尼亚字母拼写。

## 历史
北库尔德语最早是哈卡里地区，即如今土耳其南部和伊拉克北部，尼尼微平原至凡湖之间游牧居民使用的语言。十四至十六世纪，伴随着库尔德斯坦地区社会的游牧化，库尔德农业居民大量流散，伴随牧民的迁徙和沙斐仪派伊斯兰教的传播，北库尔德语的使用开始扩展。16世纪，北库尔德语出现了最早的文字记录。
到十八世纪时，北库尔德语使用区域从其起源地扩展至摩苏尔，把库尔德斯坦分为南北两部分。在北部，即如今的北库尔德斯坦和西库尔德斯坦，北库尔德语已经成为最主要的语言。在南部，北库尔德语和中库尔德语使用区仍在扩大，而过去通用的南库尔德语正日益边缘化。

## 发音

### 元音
北库尔德语有8个元音字母：
| 字母        | î   | i   | ê   | e   | û   | u   | o   | a   |
| ----------- | --- | --- | --- | --- | --- | --- | --- | --- |
| 发音（IPA） | [i] | [ɪ] | [e] | [æ] | [u] | [ʊ] | [o] | [ɑ] |

### 辅音
北库尔德语区分送气清音、不送气清音和浊音，如p, p和b。
|        |         | 唇音 | 唇齿音  | 齿龈音 | 龈后音  | 硬颚音  | 软颚音 | 小舌音 | 喉音 |
| ------ | ------- | ---- | ------- | ------ | ------- | ------- | ------ | ------ | ---- |
| 塞音   | b, p, p |      | d, t, t |        |         | g, k, k | q      |        |      |
| 塞擦音 |         |      |         |        | c, ç, ç |         |        |        |      |
| 擦音   |         | v, f | z, s    | j, ş   |         | x, x    |        | h, h   |      |
| 鼻音   | m       |      | n       |        |         |         |        |        |      |
| 颤音   |         |      | r       |        |         |         |        |        |      |
| 闪音   |         |      | r       |        |         |         |        |        |      |
| 近音   | w       |      |         |        | y       |         |        |        |      |
| 边音   |         |      | l       |        |         |         |        |        |      |

## 语法

### 名词和代词
名词分为阳性和阴性。名词的性与词义之间并无一般规律。从外来语，如阿拉伯语的借词，其性常常不同于在原语言中的性。如Kitêb（书）在阿拉伯语为阳性，在北库尔德语为阴性。从土耳其语、波斯语的借词也分为阳性和阴性。
名词分单复数，有主格（nominative case）、间接格（oblique case）、构造格（construct case）和呼格（vocative case）。在过去式下，北库尔德语具有作格性。
- 主格用于：(1)等式句未經修饰的主语和谓词；(2)不及物动词的主语；(3)过去式及物动词的受动者。
- 间接格用于：(1)现在式动词的直接宾语；(2)介词宾语；(3)构造链的第二部分，即修饰其他名词的名词；(4)过去式及物动词的施动者。
- 构造格用于被形容词或名词修饰的名词，形容词通常位于名词之后，是无变格的。多个修饰语之间用 ya 连接。

限定和非限定名词也在名词变格中以后缀区分。阴、阳性名词的变格法仅在单数时不同，在复数时是相同的。
人称代词有 ez（第一人称）和 tu（第二人称），表示第三人称需使用指示代词 ew 和 ev，这些词均有主格和间接格之分，用法与名词类似。当主语为上述代词时，句中如果再次指代，需要使用反身代词 xwe。

### 动词
北库尔德语动词有现在式和过去式两种词干，动词的前缀和后缀根据其肯定或否定、人称、数、时态和语态而定。
由现在式词干构成的有现在时直陈式、现在时虚拟式、命令式和将来时。由过去式词干构成的有简单过去时、现在完成时、过去完成时、过去时虚拟式、过去时条件式、以及过去完成时条件式。

## 方言
北库尔德语形成了一个方言连续体，内部差异很大。在库尔德斯坦，根据近期的分类，北库尔德语可以分为五个方言区：
- 西北库尔曼吉语，使用于土耳其卡赫拉曼马拉什省，锡瓦斯省和马拉蒂亚省。
- 西南库尔曼吉语，使用于土耳其阿德亚曼省，加济安泰普省和尚勒乌尔法省，以及叙利亚阿勒颇省。
- 北库尔曼吉语，使用于土耳其阿勒省，埃尔祖鲁姆省和穆什省及邻近地区。
- 南库尔曼吉语，使用于叙利亚哈塞克省，伊拉克辛贾尔，以及土耳其马尔丁省和巴特曼省。
- 东南库尔曼吉语，使用于伊拉克代胡克省以及土耳其哈卡里省。

其他方言存在于安纳托利亚、亚美尼亚、土库曼斯坦等地。

## 参閲
- 中库尔德语
- 库尔德语

## 外部連結
- Kurdish Institute（页面存档备份，存于） Kurdish language, history, books and latest news articles.